# 懲役十八年
『懲役十八年』（ちょうえきじゅうはちねん）は、1967年の日本映画。製作：東映京都撮影所、配給：東映。監督：加藤泰、主演：安藤昇。カラー、シネマスコープ（2.35:1）、91分。旧映倫番号：14817。
安藤昇にとって初の東映出演作である。

## ストーリー
特別攻撃隊の部隊長だった川田と副官だった塚田は、復員後、戦死した元部下の遺族会を作り、老親・未亡人・孤児たちの生活の面倒を見ていた。その原資は進駐軍や新興の商人から略奪した食料などの生活物資であった。1947年（昭和22年）のある日、略奪の現場をMPに押さえられた川田は、自分をおとりにして塚田を逃がし、すべての罪をかぶる。川田には懲役18年の判決が下り、彼は湊北（そうほく）刑務所に服役する。湊北刑務所は、一部囚人と癒着して暴利をむさぼる汚職看守の「般若」こと北橋が苛烈な暴力で支配する場所だった。川田は般若や彼と結託する一部囚人の横暴に決然と反発して囚人仲間の尊敬を集め、軍人出身であることから「大将」の異名で呼ばれるようになる。
1952年（昭和27年）。模範囚であった川田は仮釈放を申請し、許可を待つばかりとなった。そんな中、「キング」を自称する粗暴犯の青年・健一が入所してくる。健一は看守を挑発するような過激な規則違反を繰り返し、般若らの拷問を受けながら「元はと言えば、お前らが起こした戦争のせいで、俺は孤児になったんだ」と叫ぶのが常だった。その身の上や見覚えのある名字から、川田は健一が元部下の実弟であることに気づく。川田は般若に掛け合い、ある日の刑務所外での作業中、健一の唯一の肉親である姉の比佐子と会えるようにはからう。比佐子と再会した健一は、早期の出所を誓い、乱暴な態度をとるのをやめる。
ある日、刑務作業品の買い付けにやってきたトラックに積んであった新聞を偶然読んだ川田は、遺族会の代表・アキが「抗議」のために自殺したことを知る。塚田は街のヤクザを束ねて街の興行権を支配するようになった一方で、遺族会への支援をないがしろにするようになり、川田が遺族会の小売市場を建設するために押さえていた土地を横取りして青線を開いて私腹を肥やしていた。比佐子は、塚田が開いたバーのママに雇われたが、川田への想いを塚田にさとられ、外出を許されない身になっていた。
川田の仮釈放が近いことを聞き、彼と再会するわずらわしさを憂えた塚田は、般若に接近して金品で篭絡し、拳銃を手渡して川田の暗殺を依頼する。般若は健一を呼び、「川田は戦時中、兄の上官であることを傘に比佐子を泣かせたうえ、兄が邪魔になって無理に出撃させたんや」と嘘を言って煽り、拳銃の隠し場所を教える。刑務所の野球大会が催された日、健一は川田を呼び出して彼に発砲するが、急所をそれる。居合わせた長期囚の大杉が銃を奪い、健一を比佐子に会わせたのは川田であると教え、誤解を解く。大杉は銃声を聞きつけてやってきた看守たちに「川田を撃ったのは俺だ」と宣言し、かつて自身の恋人を奪った因縁のある般若を射殺して、自身も自殺する。
健一は自分をだました塚田に復讐するため、作業所からトラックに潜り込んで脱獄し、塚田の青線に向かう。一方、川田は銃弾を取り出す手術のために病院へ移送されることが決まる。比佐子はバーを抜け出して刑務所に駆けつけ、川田にすべての真相を明かす。怒りが爆発した川田は、移送後、隙を見て病院を抜け出し、自動小銃を積んだ進駐軍のジープを奪って青線に向かう。
塚田の経営する興行社に飛び込んだ健一は、塚田の手下にノミを突きつけ、塚田の居場所を聞き出して殺そうとするが、そこに川田が追いついて止め、刑務所に戻るようさとす。警官隊が駆けつけて健一は再逮捕される。川田は警官隊の目をかいくぐって青線内の塚田の事務所を探し出し、乗り込む。比佐子を解放し、土地の権利書を奪い返して彼女に託した川田は、比佐子が監禁されていた部屋に塚田を追い詰めて立てこもり、彼に銃を手渡して、決闘を要求する。塚田はそれを拒否して逃げようとし、背中から撃たれて倒れる。川田は銃を捨てて、事務所を取り囲む警官隊に投降する。

## スタッフ
- 監督：加藤泰
- 企画：俊藤浩滋、三村敬三
- 脚本：笠原和夫、森田新
- 撮影：古谷伸
- 照明：中山治雄
- 録音：東城絹児郎
- 美術：井川徳道
- 音楽：鏑木創
- 編集：神田忠男
- 助監督：本田達男
- 記録：石田照
- 装置：温井弘司
- 装飾：杉浦満洲男
- 美粧：堤野正直
- 結髪：妹尾茂子
- 衣裳：森護
- 擬斗：上野隆三
- 進行主任：浜田剛
- スチール：諸角義雄（クレジットなし）[3]

## 出演者
クレジット順は本作タイトルバックに、役名の一部は国立映画アーカイブによった。
- 大将＝川田章：安藤昇
- 石岡比佐子：桜町弘子
- 塚田義男：小池朝雄
- ボーイ＝三木（囚人）：山城新伍
- キング＝石岡健一（囚人・比佐子の弟）：近藤正臣
- 大杉（長期囚）：水島道太郎
- 喧嘩鉄＝和田（長期囚）：小松方正
- 森下幸司（新任の看守部長）：穂高稔
- 三田村アキ（戦没者遺族）：菅井きん
- 大杉の恋人：千原しのぶ
- 博士＝木下（囚人）：汐路章
- 鉄板（看守長）：小田部通麿
- 大沢（川田の元部下→塚田組組員）：有川正治
- インテリ＝松原（自殺を図る囚人）：唐沢民賢
- 刑務所長：芦田鉄雄
- エレキ＝人見（囚人）：川辺健
- 及川静江（戦没者遺族→塚田の情婦）：沢淑子
- サブ（塚田組組員）：脇中昭夫[4]
- 竹井（看守）：西田良
- 点検の看守：結城哲也
- 囚人：佐川秀雄
- 中川医務官：鷹司譲紀
- 久保（囚人）：有島淳平
- 分類課長：疋田圀男
- 屑屋＝栄田（囚人）：畑中伶一
- 蝮＝石川（囚人）：大城泰
- 教育課長：那須伸太朗
- 塚田組組員：志賀勝
- 運転席の男：宮城幸生
- 荷台の男：村井京二郎
- 工場の男：小峰一男
- 古谷（刑務所製品の買付人）：島田秀雄
- 刑事：香月凉二
- 若い娼婦：今井美恵子
- 受付の看護婦：山中三奈子
- 若い娼婦：小島恵子
- 石岡重子（比佐子・健一の母）：岡嶋艶子
- 般若＝北橋修二（作業担当看守）：若山富三郎
- 林杏子：松尾嘉代
- フロシキ＝神出（囚人）：曽我廼家明蝶
- クレジットなし[3]
  - 浦田（看守）：波多野博
  - 犬山（看守）：鈴木金哉
  - 重子を診察する医師：蓑和田良太

## 興行
日本では1967年2月24日に封切り公開され、併映作は『組織暴力』。

## ネット配信
YouTube「東映シアターオンライン」で、2022年12月2日21:00から同年12月16日21:00まで期間限定無料配信されていた。